# ويسميس (باد كاليه)
ويسميس، باد كاليه (بالفرنسية: Wismes)‏ هي بلدية تقع في إقليم باد كاليه من منطقة نور با دو كاليه في شمال فرنسا. تبلغ مساحة هذه المدينة 11.93 (كم²)، وترتفع عن سطح البحر 128 م، يبلغ عدد سكانها 521 نسمة حسب إحصاء المعهد الوطني للإحصاء والدراسات الاقتصادية سنة 2009 م. وترأس Jean-Luc Hochart البلدية خلال فترة (2008-2014).